# Halldórsson
Halldórsson ist ein isländischer Name.

## Bedeutung
Der Name ist ein Patronym und bedeutet Sohn des Halldór. Die weibliche Entsprechung ist Halldórsdóttir (Tochter des Halldór).

## Namensträger
- Björgvin Helgi Halldórsson (* 1951), isländischer Popsänger
- David Halldórsson (* 1981), isländischer Tennisspieler
- Gísli Halldórsson (1927–1998), isländischer Schauspieler
- Gísli Darri Halldórsson (* 1978), isländischer Filmregisseur und Animator.
- Guðmundur Halldórsson (1926–1991), isländischer Autor
- Hannes Þór Halldórsson (* 1984), isländischer Fußballspieler
- Hreinn Halldórsson (* 1949), isländischer Kugelstoßer
- Jón Halldórsson (Bischof) (1275–1339), isländischer Bischof von Skálholt
- Jón Halldórsson (Pastor) (1665–1736), isländischer Pastor und Historiker
- Jón Halldórsson (Leichtathlet, 1889) (1889–1984), isländischer Leichtathlet
- Jón Halldórsson (Leichtathlet, 1982) (* 1982), isländischer Behindertensportler
- Jón Laxdal Halldórsson, bekannt als Jón Laxdal (1933–2005), isländischer Schauspieler und Regisseur
- Jónas Halldórsson (1914–2005), isländischer Wasserballspieler
- Þorsteinn H. Halldórsson (* 1968), isländischer Fußballtrainer